# مونه‌هیسا ساکای
مونه‌هیسا ساکای (انگلیسی: Munehisa Sakai؛ زادهٔ ۱ سپتامبر ۱۹۷۱) کارگردان فیلم اهل ژاپن است. وی از سال ۱۹۹۲ میلادی تاکنون مشغول فعالیت بوده‌است.